# Xiang Jingyu
Pour les articles homonymes, voir Xiang.
Dans ce nom, le nom de famille, Xiang, précède le nom personnel.
Xiang Jingyu (en chinois 向警予) est une militante féministe et communiste chinoise, issue de la minorité tujia,, née en 1895 dans le xian de Xupu dans le Hunan en Chine, morte le 1er mai 1928.

## Biographie
Issue d'une famille progressiste, Xiang Jingya fait des études dans une école privée de Changsha, dont elle sort diplômée en 1915. L'une de ses condisciples, Cai Chang, la présente à son frère Cai Hesen et à Mao Zedong. Avec l'aide de sa famille, Xiang ouvre une école dans sa ville natale, qu'elle dirige jusqu'en 1919, convaincue que l'éducation des individus est un moyen de changer la Chine. Elle aide ensuite à Changsha Cai Chang à la mise en place d'un programme études-travail en France destiné aux femmes. Elle-même quitte la Chine pour la France le 25 décembre 1919, avec, entre autres, Cai Chang, Cai Hesen et leur mère. Tous les quatre étudient le français à Montargis, dans le Loiret. C'est durant son séjour en France que Xiang se rallie au bolchévisme et à ses vues en matière de féminisme : institutions collectives remplaçant la famille et liberté de choix pour le mariage. C'est aussi en France qu'elle épouse Cai Hesen le 5 mai 1920.

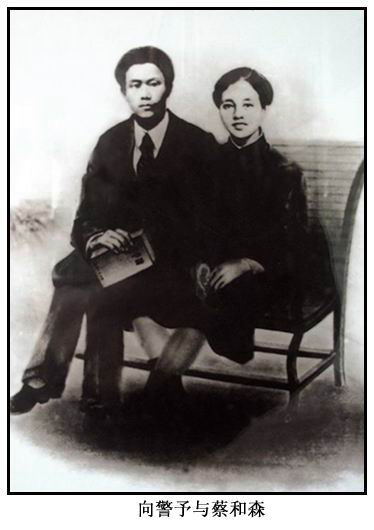
Photo de mariage de Cai Hesen et Xiang Jingyu. Cai tient Le Capital de Marx à la main.

Xiang et Cai adhèrent au Parti communiste chinois en 1922, une fois revenus à Shanghai.
Après que le PCC décide de conclure un accord en 1923, qui deviendra le Premier front uni, avec le Kuomintang, Xiang Jingyu adhère aussi à ce dernier. Avec d'autres militantes communistes, dont Cai Chang, elle intègre le bureau du Mouvement des femmes au sein du Kuomintang et y travaille à l'organisation du mouvement féministe.
Elle milite dans le cadre du mouvement ouvrier. Elle exerce aussi à partir de 1922 une activité de journaliste, écrivant dans diverses publications féminines.
Elle séjourne à Moscou, en Union soviétique, de 1925 à 1927, où elle étudie à l'université communiste des travailleurs de l'Est (russe : Коммунистический университет трудящихся Востока).
En 1927, Xiang est à la tête du département de propagande du Syndicat général de Wuhan. Après la rupture du Front uni, elle entre dans la clandestinité. Elle est arrêtée en 1928 dans la concession française de Wuhan. Xiang Jingyu est fusillée le 1er mai 1928 par le Kuomintang. Son époux, Cai Hesen, est arrêté en 1931 par la police anglaise à Hong Kong, puis livré au Kuomintang qui le fait exécuter.

## Féminisme et communisme
Xiang est partisane, à l'instar des revendications portées par le Mouvement du 4 Mai 1919, d'une éducation donnée aux femmes, mais avec un objectif : transformer la société. Son féminisme a pour cadre la théorie marxiste, et la question des femmes est liée à la question ouvrière, ainsi qu'à la question des nationalités. La libération des femmes est un objectif en soi, y compris au sein de la classe ouvrière, et Xiang réclame la formation de syndicats de femmes. Si elle n'hésite pas à critiquer vertement le mouvement féministe, elle est aussi favorable à son intégration au sein d'une alliance qui s'accorde avec la politique du Premier front uni. Cette position est en contradiction avec la politique du Komintern, pour lequel, bien qu'il soit à l'origine de la politique de front uni, il n'existe pas d'oppression spécifique à l'encontre des femmes.

## Martyre du parti communiste
Après sa mort, Xiang Jingyu devient une « martyre » du Parti communiste chinois. Mais comme pour Qiu Jin, si elles sont célébrées comme héroïnes pour leurs combats patriotiques, leur féminisme est laissé de côté. Selon l'historiographie officielle, Xiang Jingyu a été la première femme élue au comité central du Parti communiste chinois, et nommée responsable d'une section « femmes » créée au sein du parti en 1922. Les documents et témoignages manquent cependant pour confirmer la réalité de ces assertions,. Par ailleurs, selon la même historiographie, Xiang a joué un rôle important dans les grèves des ouvrières durant les années 1922 à 1925. Bien qu'il soit difficile de dire quel a été son rôle exact, il est toutefois certain qu'il a été important dans plusieurs des grèves de ces années-là.